# A Verdade no Caso do Sr. Valdemar
A Verdade no Caso do Sr. Valdemar (em inglês:  The Facts in the Case of M. Valdemar) é um conto de ficção que mescla elementos do suspense, do horror e da ficção científica. De autoria de Edgar Allan Poe, ele foi primeiro publicado periodicamente no The American Review em dezembro de 1845, e, no mesmo período, no Broadway Journal.

## Análise
Poe usa descrições particularmente detalhadas e níveis relativamente altos de violência gráfica em "A Verdade no Caso do Sr. Valdemar", exibindo seus próprios estudos de textos médicos. Os olhos de Valdemar, a certa altura, vazam um "fluxo profuso de um icor amarelado", por exemplo, embora as imagens de Poe na história sejam melhor resumidas em suas linhas finais: "...todo o seu quadro de uma vez — dentro do espaço de um único minuto, ou até menos, encolheu — desintegrou-se — absolutamente apodreceu sob minhas mãos. Sobre a cama, diante de toda aquela companhia, jazia uma massa quase líquida de repugnante — de detestável putrefação". As imagens repugnantes quase certamente inspiraram ficções posteriores, incluindo a de H. P. Lovecraft. Essas linhas finais incorporam choque, repulsa e inquietação em um momento. O final também pode sugerir que as tentativas de se apropriar do poder sobre a morte têm resultados hediondos e estão fadadas ao fracasso.
Jeffrey Meyers observa que "Valdemar" pode ser traduzido aproximadamente como "vale do mar", talvez sugerindo estados sólidos e líquidos, como enfatizado nas imagens implantadas quando o corpo de Valdemar passa do estado sólido normal para líquido nas linhas finais.
Poe normalmente usa dentes para simbolizar a mortalidade, como acontece com os dentes de cavalo "sepulcrais e nojentos" em "Metzengerstein", a obsessão por dentes em "Berenice" e o som de dentes rangendo em "Hop-Frog".
A morte de Valdemar por tuberculose, assim como as tentativas de adiar a sua morte, podem ter sido influenciadas pelas experiências da esposa de Poe, Virginia. Na época em que a história foi publicada, ela sofria de tuberculose há quatro anos. Os detalhes extremos de Poe em "A Verdade no Caso do Sr. Valdemar" podem ter sido baseados no sofrimento de Virgínia. Além disso, Poe pode ter sido inspirado por Andrew Jackson Davis, cujas palestras sobre mesmerismo ele assistiu. A morte de Valdemar, no entanto, não é retratada sentimentalmente como o tema típico de Poe da "morte de uma bela mulher" retratado em outras obras como "Ligeia" e "Morella". Em contrapartida, a morte deste personagem masculino é brutal e sensacional.

## Histórico de publicação

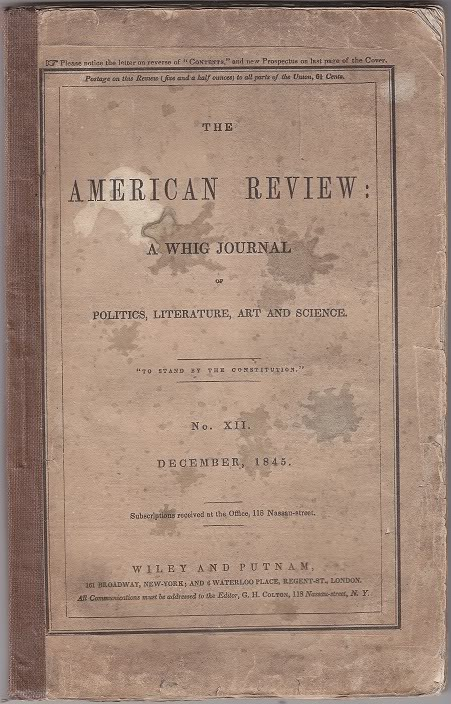
A história apareceu como "The Facts of M. Valdemar's Case" na The American Review, dezembro de 1845, Wiley and Putnam, Nova Iorque

Enquanto editor do The Broadway Journal, Poe publicou uma carta de um médico de Nova Iorque chamado Dr. A. Sidney Doane que narrava uma operação cirúrgica realizada enquanto um paciente estava "em sono magnético"; a carta serviu de inspiração para a história de Poe. "The Facts in the Case of M. Valdemar" foi publicado simultaneamente na edição de 20 de dezembro de 1845 do Broadway Journal e na edição de dezembro de 1845 da American Review: A Whig Journal — o último jornal usou o título "The Facts of M. Valdemar's Case". Também foi republicado na Inglaterra, primeiro como uma edição em panfleto como "Mesmerism in Articulo Mortis" e mais tarde como "The Last Days of M. Valdemar".

## Recepção e resposta crítica
Muitos leitores pensaram que a história fosse um relatório científico. Robert Hanham Collyer, um curandeiro magnético inglês que visitava Boston, escreveu a Poe dizendo que ele próprio havia realizado um ato semelhante para reviver um homem que havia sido declarado morto (na verdade, o homem era na verdade um marinheiro bêbado que foi reanimado por um banho quente). Collyer relatou sobre o sucesso da história em Boston: "Seu relato do caso do Sr. Valdemar foi copiado universalmente nesta cidade e criou uma sensação muito grande". Outro inglês, Thomas South, usou a história como estudo de caso em seu livro Early Magnetism in its Higher Relations to Humanity, publicado em 1846. Um estudante de medicina, George C. Eveleth, escreveu a Poe: "Eu afirmei veementemente que era verdade, mas digo-lhe que suspeito fortemente que seja uma farsa". Um leitor escocês chamado Archibald Ramsay escreveu a Poe "como um crente no Mesmerismo" perguntando sobre a história: "Ela detalha... as circunstâncias mais extraordinárias", escreveu ele, preocupado com o fato de ter sido rotulada como uma farsa. “Pelo bem da... ciência e da verdade”, ele solicitou uma resposta do próprio Poe. A resposta de Poe foi que "Embuste é precisamente a palavra adequada. Algumas poucas pessoas acreditam nisso — mas eu não — e você também não". Poe recebeu muitas cartas semelhantes e respondeu a uma dessas cartas de um amigo: "P.S.: O 'Caso Valdemar' foi uma farsa, é claro." No Daily Tribune, seu editor, Horace Greeley, observou "que vários bons cidadãos prosaicos" foram enganados pela história, mas "quem considerou que era um recital verídico deve ter o impacto da fé grande, muito grande de fato."
Elizabeth Barrett Browning escreveu a Poe sobre a história para elogiá-lo por seu talento em "fazer improbabilidades horríveis parecerem próximas e familiares". O poeta da Virgínia, Philip Pendleton Cooke, também escreveu a Poe, chamando a história de "o capítulo de ficção mais condenável, verossímil, horrível, arrepiante, chocante e engenhoso que qualquer cérebro já concebeu ou traçou à mão. Aquele som gelatinoso e viscoso da voz do homem nunca houve tal ideia antes." George Edward Woodberry escreveu que a história, "por mero desgosto físico e horror asqueroso, não tem rival na literatura." James M. Hutchisson refere-se à história como "provavelmente a história mais horrível de Poe".
Rudyard Kipling, admirador de Poe, faz referência à "Verdade no Caso do Sr. Valdemar" em seu conto "In the House of Suddhoo", que sugere os resultados desastrosos da feitiçaria utilizada por um homem que tentava salvar a vida de seu filho doente. Um feitiço requer a cabeça de um bebê morto, que parece falar. O narrador diz: "Leia o relato de Poe sobre a voz que veio do hipnotizado moribundo e você perceberá menos da metade do horror da voz daquela cabeça."